# Cornelius Vander Starr
Cornelius Vander Starr (* 15. Oktober 1892 in Fort Bragg (Kalifornien); † 20. Dezember 1968) war ein US-amerikanischer Unternehmer. Er gründete die American International Group.

## Leben
Der US-Amerikaner wurde in Fort Bragg (Kalifornien) als Sohn eines niederländischen Eisenbahnmitarbeiters geboren. Mit 19 verkaufte er Speiseeis und ging 1914 nach San Francisco. 1918 ging er als Angestellter der Pacific Mail Steamship Company erst nach Yokohama, dann nach Shanghai, um im Versicherungsgeschäft zu arbeiten. 1919 gründete er die American International Group. 1949, nach dem Sieg der KPCh, verlegte er den Unternehmenssitz nach New York City.
Die Stiftung The Star Foundation wurde 1955 gegründet. Die Foundation ist gemäß Satzung im Bildungs- und anderen Bereichen aktiv und half u. a. bei der Gründung des C.V. Starr Center for the Study of the American Experience. Die C. V. Starr East Asian Library der Columbia University entstand durch ein Geschenk der Foundation im Jahr 1981, die C. V. Starr East Asian Library der University of California, Berkeley wurde im Oktober 2007 komplettiert.

## Belege
1. ↑  http://www.sfgate.com/cgi-bin/article.cgi?f=/c/a/2008/03/17/MNOHVJCT2.DTL